# Velečín
Velečín település Csehországban, a Észak-plzeňi járásban. Velečín Žďár, Blatno, Jesenice, Pastuchovice és Krty településekkel határos. Lakosainak száma 71 fő (2024. január 1.).

## Népesség
A település lakosságának változását az alábbi diagram mutatja:
| Lakosok száma | 267  | 239  | 279  | 166  | 108  | 58   | 64   | 64   | 80   | 71   |
|               | 1869 | 1900 | 1921 | 1961 | 1980 | 2011 | 2016 | 2019 | 2021 | 2024 |